# Sabellastarte
Genre
Sabellastarte est un genre de vers annélides polychètes marins appartenant à la famille des Sabellidae. 

## Liste d'espèces
Selon World Register of Marine Species (27 avril 2016) :
- Sabellastarte assimilis McIntosh, 1885
- Sabellastarte fallax Quatrefages, 1866
- Sabellastarte longa Kinberg, 1866
- Sabellastarte magnifica Shaw, 1800
- Sabellastarte sanctijosephi Gravier, 1906
- Sabellastarte spectabilis Grube, 1878
- Sabellastarte zebuensis McIntosh, 1885

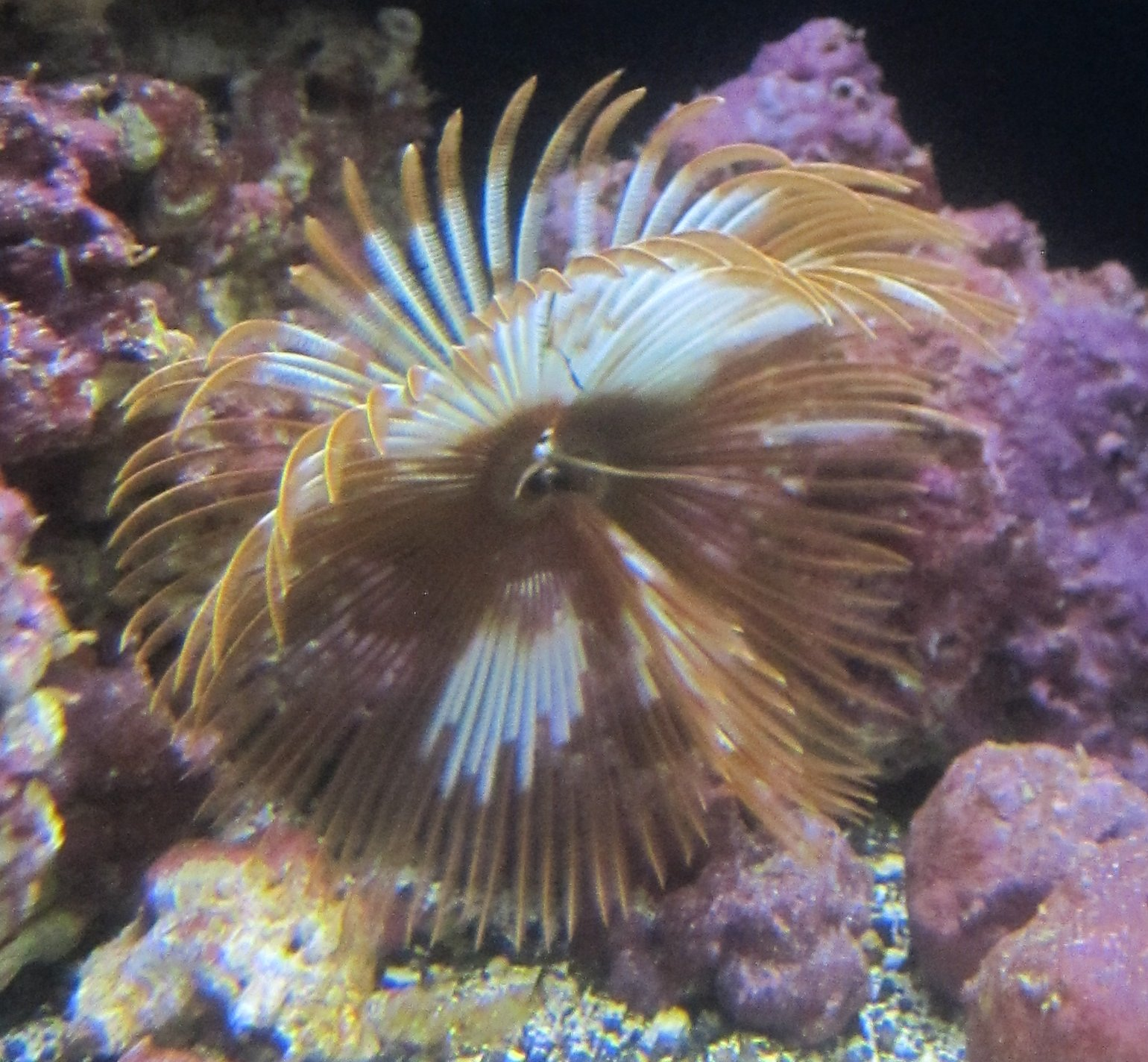
Sabellastarte spectabilis
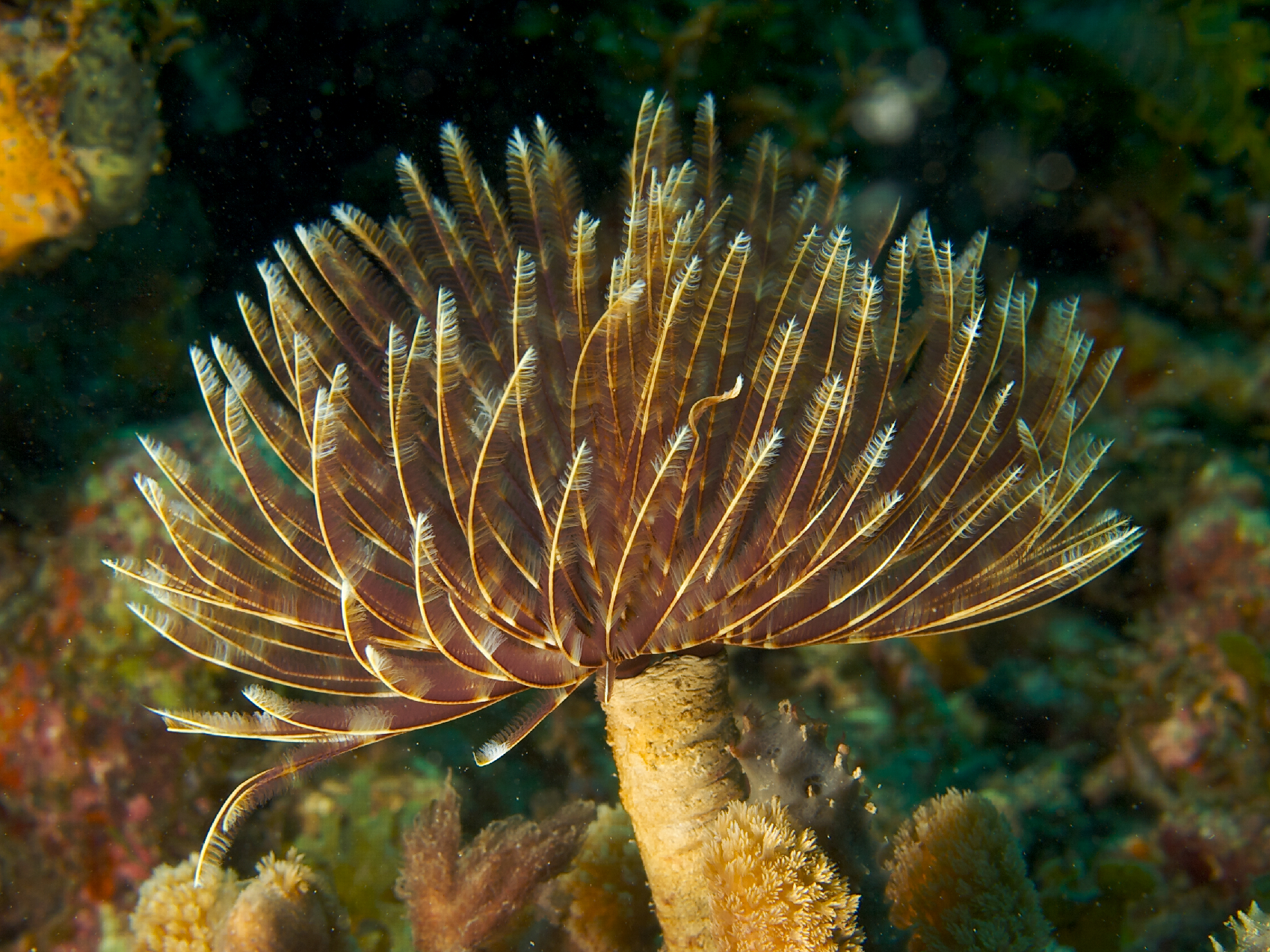
Sabellastarte magnifica
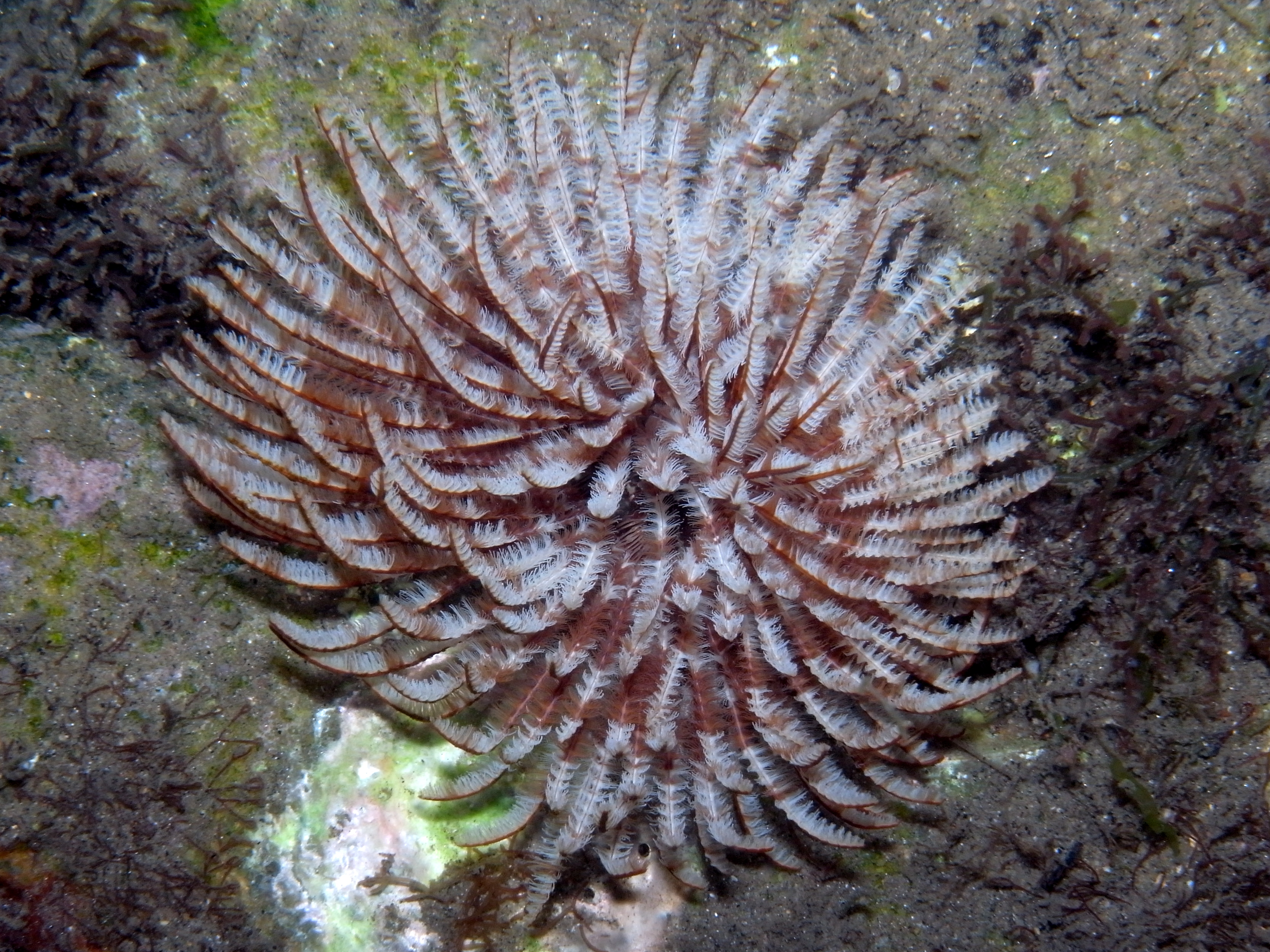
Sabellastarte sanctijosephi